# Storträsket (sjö i Finland, Nyland, lat 59,93, long 22,92)
Storträsket är en sjö i Raseborgs stad i Finland.   Den ligger i landskapet Nyland, i den södra delen av landet, 120 km väster om huvudstaden Helsingfors. Storträsket ligger 5 meter över havet.  Arean är 9 hektar och strandlinjen är 1,68 kilometer lång. Sjön  ingår i Skärgårdshavets kustområde, Åland. 